# No Spare Parts
Singles de The Rolling Stones
Plundered My Soul / All Down the Line
(2010) Doom and Gloom
(2012)
Clip vidéo
[vidéo] « «No Spare Parts» », sur YouTube
No Spare Parts est une chanson du groupe de rock britannique The Rolling Stones parue sur la réédition en 2011 de l'album Some Girls parue à l'origine en 1978. Elle est une des douze chansons inédites qui apparaissent sur la réédition. La chanson sort également en single et se classe deuxième aux États-Unis.
Enregistrée à l'origine entre octobre et décembre 1977, la chanson est retravaillée en studio en août et septembre 2011 avec un nouveau chant de Mick Jagger. Sortie une première fois exclusivement pour la radio le 19 octobre 2011, la chanson sort en single le 13 novembre 2011.
Un clip vidéo est publié le 19 novembre 2011 et réalisé par Mat Whitecross.

## Personnel
Crédités:
- Mick Jagger : chant, piano électrique, percussion
- Ron Wood : pedal steel guitar
- Keith Richards : guitare acoustique, piano, chœurs
- Bill Wyman : basse
- Charlie Watts : batterie